# 알바로 마가냐
알바로 마가냐(스페인어: Álvaro Magaña)는 1982년부터 1984년까지 엘살바도르의 대통령으로 재임한 인물이다. 그는 최초의 ARENA출신 대통령이다. 본명은 알바로 알프레도 마가냐 보르하(스페인어: Álvaro Alfredo Magaña Borja)이다. 또한 그는 몇십년 만에 민간인정부를 수립하였다.